# Centro (Janaúba)

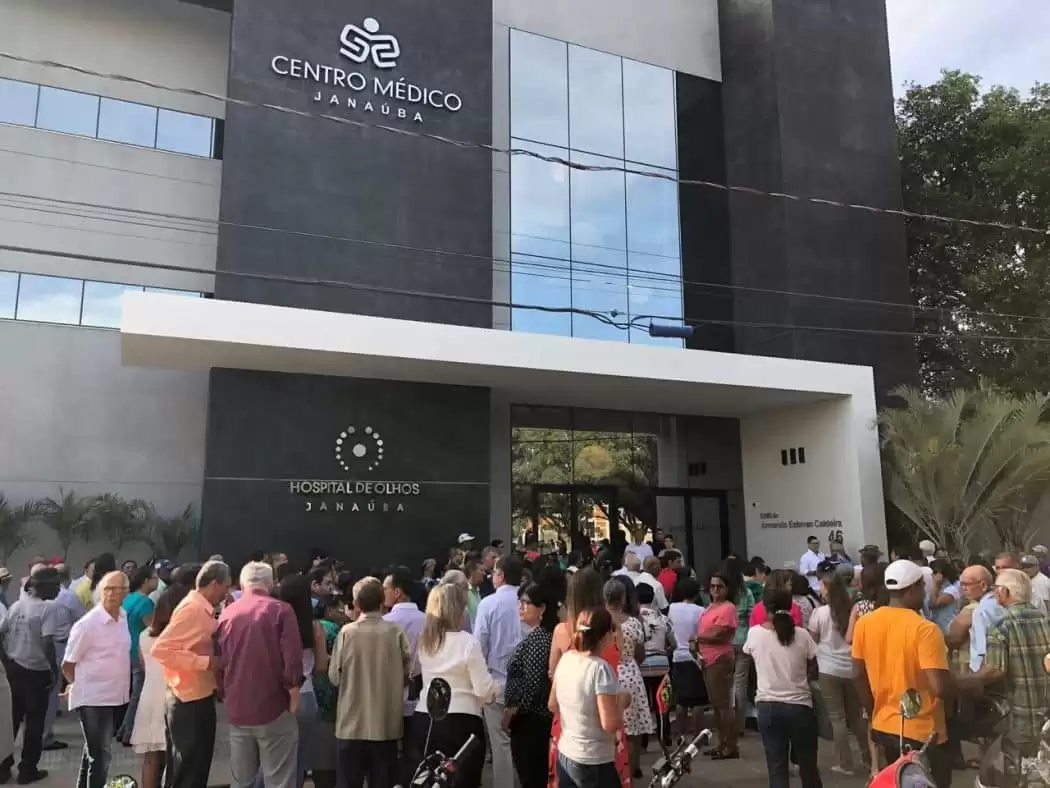
Exemplo de prestação de serviços no Centro de Janaúba

O Centro é um bairro da cidade de Janaúba.
Tem seus limites com os bairros Esplanada (Janaúba), São Gonçalo (Janaúba), Nova Esperança (Janaúba), Novo Paraíso e  Padre Eustáquio (Janaúba). É um bairro que apresenta um comércio e prestação de serviços muito ativos, concentrado principalmente nas avenidas do Comércio, trecho da avenida Brasil, Francisco Sá, Salgado Filho, Aimorés, São João da Ponte, Mauricio Augusto de Azevedo, entre outras com um comércio menor.
Fica localizado neste bairro a depressão conhecida por "Buraco de Amélia". Centro de convergência de grande parcela da população que trabalha ou busca fazer compras,o bairro Centro apresenta muitos problemas de trânsito em virtude do excesso de movimento que o mesmo apresenta. É bem servido por clínicas médicas e por orgãos dos governos estaduais, municipais e federal.